# 포르투현
포르투현(포르투갈어: Distrito do Porto 디스트리투 두 포르투[*], IPA: [ˈpoɾtu])은 포르투갈 노르트 지방에 위치한 포르투갈의 현이다. 현도는 포르투갈 제2의 도시인 포르투 시다. 남쪽으로는 아베이루 현, 비제우 현, 북쪽으로는 브라가 현, 동쪽으로는 빌라헤알 현과 접하고 있다.

## 자치단체
포르투 현은 18개 자치단체로 이뤄져 있다.
- 곤도마르 (Gondomar)
- 로자다 (Lousada)
- 마이아 (Maia)
- 마르쿠드카나베즈스 (Marco de Canaveses)
- 마토지뉴스 (Matosinhos)
- 아마란트 (Amarante)
- 바이앙 (Baião)
- 발롱구 (Valongo)
- 빌라두콘드 (Vila do Conde)
- 빌라노바드가이아 (Vila Nova de Gaia), 가장 인구가 많고, 포르투 현에서 유일하게 도루강 이남에 위치한 자치단체
- 산투티르수 (Santo Tirso)
- 트로파 (Trofa)
- 파레드스 (Paredes)
- 파수스드페헤이라 (Paços de Ferreira)
- 페나피엘 (Penafiel)
- 펠게이라스 (Felgueiras)
- 포르투 (Porto)
- 포보아드바르징 (Póvoa de Varzim)